# Missy Monroe

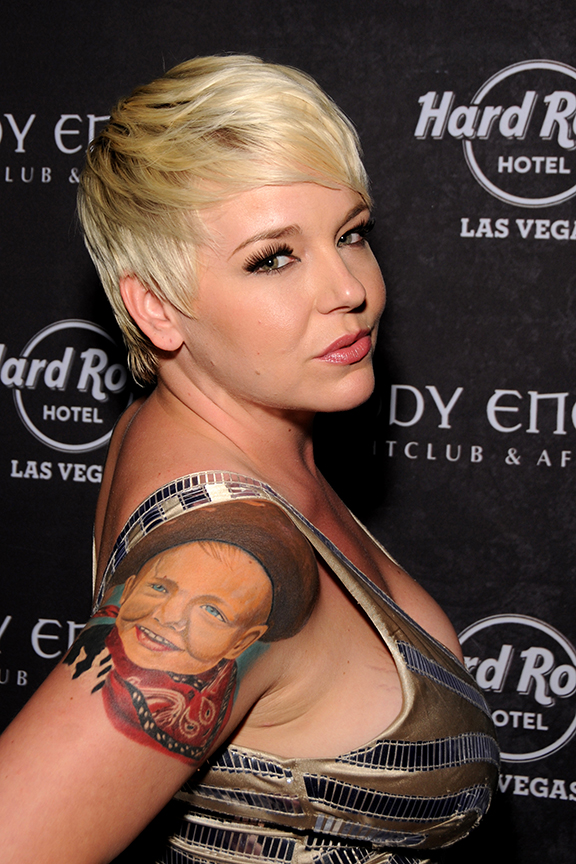
Missy Monroe, 2014

Missy Monroe, bürgerlich Melissa Marie Brassell (* 22. August 1984 in Las Vegas, Nevada), ist eine US-amerikanische Pornodarstellerin. Sie hat in über 500 Pornofilmen mitgespielt.

## Karriere
Missy Monroe begann ihre Karriere im Jahr 2003 und ist bis heute aktiv im Geschäft. Sie hat in zahlreichen von der Pornoindustrie prämierten Serien mitgespielt, zum Beispiel Boob Bangers, Pussy Party und Slutty and Sluttier. Sie arbeitete auch unter den Pseudonymen Missy Monique, Missy Marie, Missy und Misty Monroe. Von Anarchy Interactive wurde der Cybersex-DVD-Simulator Playing with Missy Monroe veröffentlicht. Im Film Big Tit Whores führte sie 2005 Regie. 2007 wurde sie Mutter eines Sohnes.
Monroe erhielt 2004 den XRCO Award und war bisher neunmal für den AVN Award nominiert.

## Filmografie (Auswahl)
- 2004: Boob Bangers 1
- 2004: Dementia 2
- 2005: Missy Monroe's Big Tit Whores
- 2006: Belladonna: No Warning 2
- 2006: Pussy Party 14
- 2007: Slutty and Sluttier 4
- 2007: Penthouse Variations – Strange Dreams
- 2009: Squirt My Face
- 2011: Cock Whores
- 2014: Jerkoff Material 10

## Auszeichnungen & Nominierungen
- 2004: XRCO Award – Best Group Scene (Baker's Dozen # 2)[1]
- neun AVN-Award-Nominierungen